# Dactylochelifer popovi
Dactylochelifer popovi es una especie de arácnido del orden Pseudoscorpionida de la familia Cheliferidae.

## Distribución geográfica
Se encuentra en Asia Central.